# Navelsträng

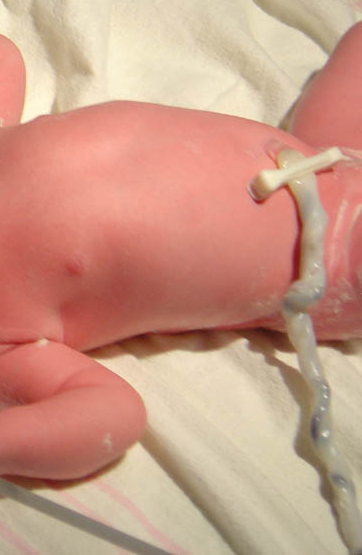
Navelsträng hos människa strax innan den skall klippas av.

Navelsträngen för fostrets eller embryots blod till och från moderkakan. I moderkakan lämnar blodet över koldioxid och avfallsprodukter samt tar upp syre och näring från moderns blod.
Navelsträngen används ibland metaforiskt för att antyda att en person inte har frigjort sig ifrån sin moder.

## Navelsträngen hos människan
En ven och två artärer går genom navelsträngen. Venen kallas vena umbilicalis och artärerna arteriae umbilicales. Navelsträngen är fäst i fostrets del av moderkakan (den andra delen tillhör modern). Navelsträngens blodkärl grenar ut i moderkakan i något som kallas korionplattan. Venen för med sig blod från moderkakan med 80 procents syremättnad.
Vid tiden för barnets födsel är navelsträngen ungefär 60 cm lång och 1,3 cm i diameter.
När barnet har fötts klipps navelsträngen av. Friska, fullgångna barn bör avnavlas tidigast 2–3 minuter efter födelsen för att blod från moderkakan ska hinna nå bebisen. Så kallad sen avnavling innebär att risken för järnbrist minskar. Med navelsträngsblodet får barnet också stamceller, vilket kan ha en skyddande effekt.
Efter några dagar faller den lilla stump som lämnats kvar av och efterlämnar naveln som spår. Navelsträngsresten är då svart och kan lukta illa. Ibland blir naveln infekterad och utan behandling kan infektionen spridas i barnets kropp och leda till att barnet blir allvarligt sjukt.
Efter födseln finns det i moderkakan och navelsträngen kvar blod som innehåller blodstamceller. Om dessa blodstamceller doneras så kan de användas vid behandling av svårt sjuka människor genom transplantation.
Rester från navelsträngens kärl finns kvar hos vuxna människor i form av bindvävsstråk.